# Jacek Józef Rybiński
Jacek Józef Rybiński herbu Radwan (ur. 28 lutego 1701 w Torczynie, zm. 15 kwietnia 1782 roku) – cysters, ostatni polski opat klasztoru w Oliwie. 

## Życiorys

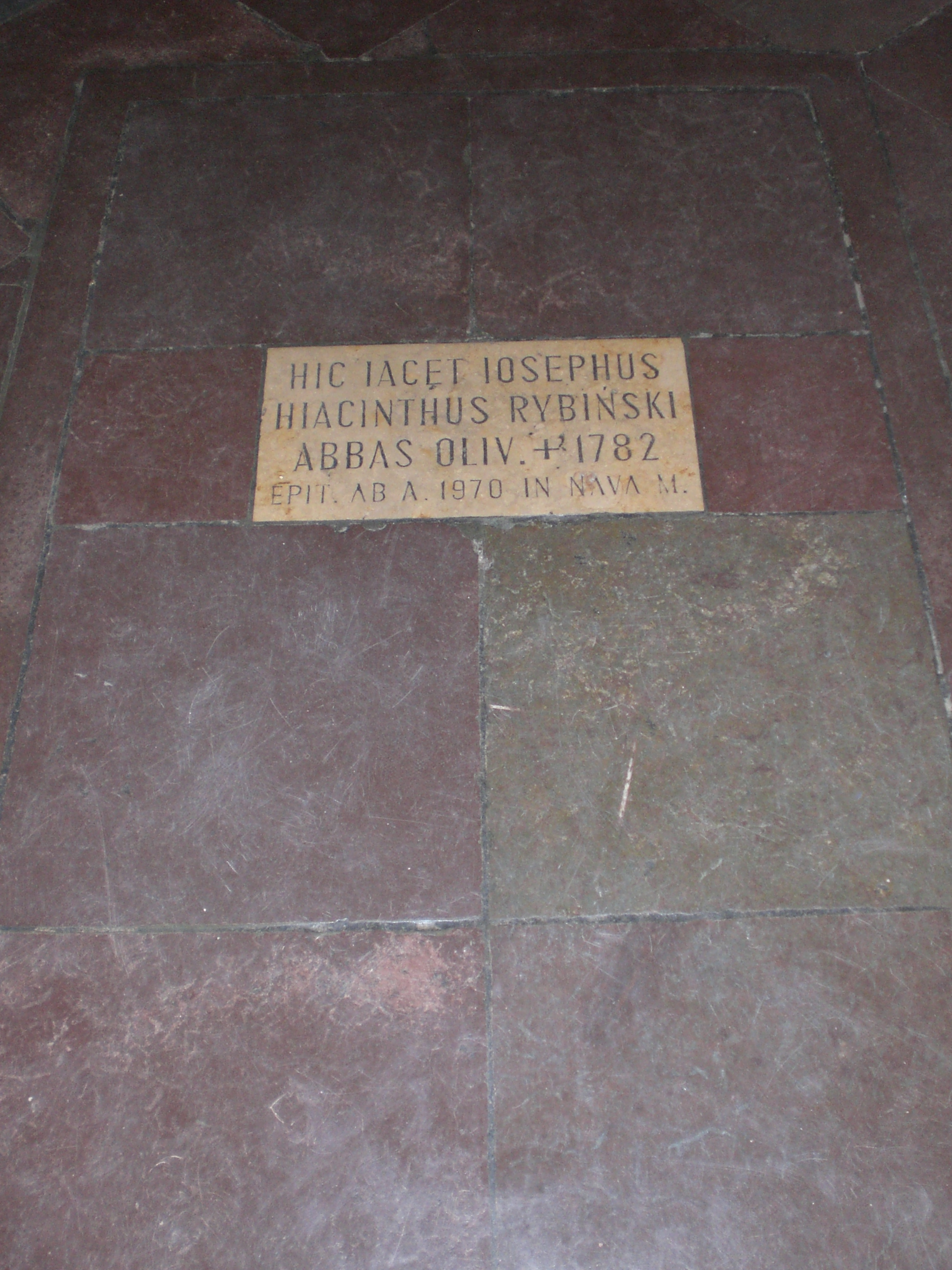
Miejsce pochówku Jacka Rybińskiego w Katedrze oliwskiej

Jacek Rybiński był uczniem kolegium jezuickiego w podgdańskich Starych Szkotach. Piastował stanowiska na dworze królewskim Augusta II Mocnego i był sekretarzem podkanclerzego litewskiego.
W roku 1729 złożył śluby zakonne i otrzymał święcenia kapłańskie. Studiował teologię i prawo kościelne na uczelniach w Rzymie i w Pradze. W roku 1740 przejął opactwo oliwskie. Opowiedział się za Augustem III Sasem i stał w opozycji do rodu Czartoryskich. Był przyjacielem Józefa Wybickiego i zwolennikiem konfederacji barskiej. Dzięki fundacji Rybińskiego, powstały Pałac Opatów w Oliwie i otaczający go Park Oliwski. Jako opat oliwski sfinansował również przebudowę kościoła św. Jakuba i doprowadził do wyposażenia kościoła klasztornego w organy. Po pierwszym rozbiorze i zniesieniu klasztoru pruski zaborca zezwolił mu na dozgonne zamieszkanie w pałacu opackim.